# K2 (TV-program)
För andra betydelser, se K2 (olika betydelser).
K2 var ett TV-program från Sveriges Television som visades i kanalen SVT24. Programmet behandlade aktuella kulturhändelser på ett kommenterande sätt. Programledare var Malin Jacobson Båth, Petra Markgren Wangler, Eva Beckman och Kristofer Lundström.
Det första programmet sändes den 6 oktober 2004.